# Сент Донејтус (Ајова)
Сент Донејтус (енгл. St. Donatus) град је у америчкој савезној држави Ајова. По попису становништва из 2010. у њему је живело 135 становника.

## Демографија
Према попису становништва из 2010. у граду је живело 135 становника, што је -5 (-3.6%) становника више него 2000. године.
| Група             | 2000.        | 2010.       |
| Белци             | 140 (100.0%) | 131 (97,0%) |
| Афроамериканци    | 0 (0,0%)     | 0 (0,0%)    |
| Азијати           | 0 (0,0%)     | 0 (0,0%)    |
| Хиспаноамериканци | 0 (0,0%)     | 4 (3,0%)    |
| Укупно            | 140          | 135         |